# Мірзоян Левон Ісайович
Лево́н Іса́йович Мірзоя́н (14 листопада 1897, село Ашан Шушинського повіту Єлисаветпольської губернії, тепер Нагірний Карабах, Азербайджан — розстріляний 26 лютого 1939, Москва) — радянський, державний і партійний діяч, відповідальний секретар ЦК КП(б) Азербайджану, 1-й секретар Казакського крайового комітету ВКП(б), 1-й секретар ЦК КП(б) Казахстану. Член ЦВК СРСР 1—7-го скликань. Депутат Верховної Ради СРСР 1-го скликання. Кандидат у члени ЦК ВКП(б) у 1927—1934 роках. Член ЦК ВКП(б) у 1934—1938 роках.

## Життєпис
Народився в Нагірному Карабасі в родині селянина, вірменина за походженням. У 1917 році закінчив шість класів приватної гімназії в Баку.
Член РСДРП(б) з березня 1917 року.
У червні — вересні 1917 року — табельник контори нафтопромислу Ліанозова в Баку.
У вересні 1917 — лютому 1918 року — відповідальний секретар Бакинської Спілки котельників. У березні — вересні 1918 року — відповідальний секретар Бакинської Спілки металістів, член бойової дружини більшовиків у Баку.
У вересні — грудні 1918 року — організатор Бакинської ради профспілок, секретар Бакинського підпільного комітету РКП(б). У січні — травні 1919 року — член президії робітничої конференції і партійної організації Бакинської ради профспілок.
У травні 1919 року заарештований національним урядом Азербайджану, до червня 1919 року перебував у Бакинській в'язниці, висланий до Грузинської республіки.
З липня по серпень 1919 року — на підпільній роботі в Тифлісі (Грузія), працював у Закавказькій раді профспілок. У серпні 1919 року заарештований і висланий з Грузії.
У вересні 1919 — квітні 1920 року — на підпільній роботі в Бакинській організації РКП(б).
У травні — листопаді 1920 року — секретар Азербайджанської республіканської ради професійних спілок. У грудні 1920 — серпні 1921 року — голова Азербайджанської республіканської ради професійних спілок.
З листопада 1921 року — народний комісар праці Азербайджанської РСР.
У липні 1922 — серпні 1929 року — відповідальний секретар Бакинського комітету КП(б) Азербайджану.
16 березня 1923 — січень 1926 року — секретар ЦК КП(б) Азербайджану.
21 січня 1926 — 5 серпня 1929 року — відповідальний секретар ЦК КП(б) Азербайджану.
У жовтні 1929 — серпні 1930 року — відповідальний секретар Пермського окружного комітету ВКП(б).
31 липня 1930 — лютий 1933 року — 2-й секретар Уральського обласного комітету ВКП(б) у місті Свердловську.
4 лютого 1933 — 5 червня 1937 року — 1-й секретар Казакського крайового комітету ВКП(б).
9 червня 1937 — травень 1938 року — 1-й секретар ЦК КП(б) Казахстану.
У 1938 році Мірзоян надіслав телеграму на ім'я Сталіна й Молотова, де висловив свою незгоду з рішенням перемістити корейців, переселених до Казахстану 1936 року з Примор'я, з південної частини республіки до північної, де вони не могли б займатись засіванням рису. Він також на прийомі у Сталіна та Єжова висловив свої сумніви у методах роботи НКВС.
У травні 1938 року відкликаний до Москви у розпорядження ЦК ВКП(б).
22 травня 1938 року заарештований органами НКВС. Перебував у Лефортовській тюрмі. 26 лютого 1939 року розстріляний за заочним вироком ВКВС.
Реабілітований 10 грудня 1955 року. Посмертно поновлений в КПРС 20 січня 1956 року.

## Нагороди та відзнаки
- орден Леніна (20.12.1935)